# Хінаяна
Хінаяна, також Гінаяна (санскр. हीनयान, трансліт. hīnayāna) — це термін, який використовується для позначення стародавніх шкіл буддизму і виник в I—II ст., коли послідовники буддизму махаяни почали застосовувати його до всіх шкіл буддизму, які, здавалося, віддавали перевагу індивідуальному, а не загальному звільненню всіх істот. Зміст терміна має зневажливе забарвлення, визнаючи хінаяну як «егоїстичну» порівняно з «альтруїстичною» махаяною.

## Назва
Згідно з офіційною резолюцією Всесвітнього братства буддистів 1950 року, ті традиції буддизму, які вважають себе не-махаяною, правильніше називати тхеравадою. Втім, буддійські письменники, що належать до традицій Махаяни та Ваджраяни, досі часто використовують термін Хінаяна.
Існує також термін «нікая-буддизм», який деякий час використовувався з нейтральною конотацією, але вже давно вийшов з ужитку. Нікая належить до священних писань у канонах ранніх буддійських шкіл. Ці писання були організовані в нікая. Термін «ранні буддійські школи» або «ранній буддизм» також є нейтральною альтернативою.
Крім того, використовується термін «савакаяна», який вказує на те, що ченці ранніх буддійських шкіл називалися послідовниками Будди, і тому самі не досягнуть стану Будди, а лише арахантства. Нова теорія махаяни, з іншого боку, полягала в тому, щоб не прагнути до арахантства, а самим стати Буддою: Буддою-послідовником, або Савака-Буддою. Назва «савакаяна» менш доречна, ніж «нікая-буддизм», оскільки араханта також називають савакою (послідовником). Таким чином, і в Махаяні, і в Тхераваді «савака» займає важливе місце.
Цей шлях також можна назвати шляхом «архатів», що у перекладі означає заслужений, тобто який завершив вчення, докорінно подолав й усунув ілюзії та пристрасті, вирвався з течії сансари й таким чином досягли нірвани. Вони являють собою ідеал цього шляху, де бодгісаттви і махасиддги є ідеалом махаяни й ваджраяни відповідно.

## Історія

### Походження термінів
Терміни «хінаяна» і «махаяна» походять від сутр Праджняпараміта (санскр. प्रज्नापारमिता, трансліт. prajnāpāramitā), яка виникла у традиції Махаян.
Таким чином, назва Хінаяна увійшла у вжиток лише з появою Махаяни, оскільки остання стверджувала, що вона є «більшою» або більш всеосяжною у своїх цілях, ніж послідовники старої школи мудрості, яких, відповідно, називали «меншими». На додаток до розрізнення, пов'язаного з обсягом релігійних цілей, це найменування можна також розуміти в контексті першого розколу буддійського руху.

### Буддійський розкол і Другий буддійський собор

Територіальне поширення різних буддійських течій з 6/4 століття до н. е. до 12 століття н. е.

У другій книзі Віная-пітаки, Куллаваґґа, про випадок розколу детально розписано. Серед іншого, йдеться про те, що він стався через 100 років після Парініббани Будди, і що причиною стали 10 «тез» ченців з Весалі, які порушували раніше чинне релігійне законодавство, а головним приводом стала суперечка про «поводження з грошима». Канонічний текст не підтверджує припущення, що монахи, які брали участь у соборі, повинні були записати вчення Будди, яке до того часу передавалося усно, і привести їх до консенсусу. Консенсусу досягти не вдалося, і собор розділився на два табори. Велика група з традиціоналістської гілки школи тхеравади відкололася, стверджуючи, що суворі правила тхеравади повинні бути пом'якшені. Ченці, що відкололися, утворили більшість і назвали себе махасангхіками. Виникли два напрямки буддизму, розкол був завершений. Менша течія (яку зазвичай дещо зневажливо називають хінаяна) характеризувалася традиційною дисциплінарною суворістю і, відповідно, вважалася дуже ексклюзивною або елітарною — підкоритися цій суворості, щоб знайти спасіння, могли лише кілька людей. Більша течія, яка виступала за таке послаблення правил, називалася Махаяна, тобто «Велика течія». До появи Махаяни не існувало загальних термінів для позначення різних шкіл через відсутність необхідності. Термін Хінаяна, що з'явився після розколу, досі використовується, попри його принизливий характер.
Іншою школою хінаяни в регіоні Махаяни (Східна Азія), яка продовжує існувати й сьогодні, хоча і в значно зміненому та зменшеному вигляді, є школа Віная. Вона відігравала важливу роль у висвяченні та передачі традиційних монаших правил. У Китаї вона поширилася під назвою Лю-цзун, в Японії — Рісю. У різні періоди (наприклад, період Нара, династія Сун) ченці очікували передачі традиції від цієї школи.

## Різні школи Хінаяни
Хінаяна складається з вісімнадцяти шкіл. Найважливіші з них — Сарвастівада і Тхеравада. У Сарвастіваді існувало дві основні системи, засновані на філософських відмінностях: Вайбхашика і Саутрантика.
- Сарвастівада (санскр. सर्वास्तिवाद, трансліт. sarvāstivāda) — гілка, що належить до стхавіравади в ранньому індійському буддизмі, яка відокремилася від школи Вібгаджавади (тхеравади) після Третього собору в Паталіпутті через розбіжності в поглядах, зокрема в розумінні Абхідхарми. Від сарвастивади відокремилися школи махішасака, ватсіпутрія та кашьяпія.
- Тхеравада, найбільша і єдина збережена лінія Хінаяни, поширена в Шрі-Ланці й континентальній Південно-Східній Азії (М'янмі, Таїланді, Лаосі, Камбоджі і якоюсь мірою В'єтнамі) і є домінівною школою буддизму в цих країнах, і тому в наукових колах її краще називати «південним буддизмом». Сарвастівада була поширена на півночі Індії.

Одна з думок, якої дотримуються, зокрема, буддисти тхеравади, полягає в наступному: оскільки з ранніх шкіл Хінаяни збереглася лише тхеравада, здається розумним говорити лише про тхераваду і махаяну як про дві основні лінії буддизму. В історичному контексті, однак, це може ввести в оману, оскільки існували й інші школи Хінаяни. Серед шкіл Хінаяни, які сьогодні вже не практикуються, найважливішими є наступні: Махасангхіка, Пудгалавада, Сарвастівада і Саутрантіка.
Доктринальні системи хінаяни, які були сприйняті в індійських монастирських університетах, таких як Наланда, а пізніше тибетськими махаяністами, походять від цих двох шкіл. Лінія передачі чернечих обітниць, що практикується в Тибеті, походить від іншої підкатегорії Сарвастівади, Муласарвастівади.

## Термін «Хінаяна» в тибетському буддизмі
У буддизмі Тибету терміни хінаяна і махаяна використовуються виключно в сенсі особистої мотивації до зусиль з досягнення просвітлення. Вони додатково позначають мотивацію практика досягти просвітлення для себе особисто або на благо всіх істот. У тибетському буддизмі позиція махаяни вважається бажаною; хінаяна, таким чином, з'являється частково як попередня стадія, на якій практикуючі лише прагнуть до особистого звільнення, але усвідомлюють існування досконалості через бодхічитту, як у махаяні, і можуть просуватися до неї.
У стародавній Індії, схоже, такої різниці не існувало. Згідно з нечисленними традиціями з китайських і тибетських джерел (ісламський та індуїстський наступ на буддизм не залишив нічого в самій Індії, буддизм там був повністю знищений), частково важко зробити класифікацію.
Згідно з тибетськими джерелами, на дуже ранньому соборі Махасангхіка і Стхавіравадін розділилися через питання, чи можна визнавати відмінності в духовній зрілості різних архатів у межах «Великої Сангхи», чи ні (як це було раніше) (звідси й назви). Згодом виникло 18 шкіл, з яких сьогодні не завжди можна з упевненістю сказати, до якого з цих двох напрямків вони належали; є також свідчення, що ця різниця виявилася малозначущою серед буддистів. У будь-якому випадку, в результаті зникнення західного та індійського буддизму вижила лише підгрупа стхавіравадінів (тхеравадінів), а також напрямок махасангхіків, а саме прасангхіки-мадг'ямаки, які відповідали за всі північні традиції (Китай і Тибет відповідно).